# Trogoderma tolarnense
Trogoderma tolarnense is een keversoort uit de familie spektorren (Dermestidae). De wetenschappelijke naam van de soort werd in 1903 gepubliceerd door Thomas Blackburn.